# Mostafa Assadi
Mostafa Assadi ( 1950 - ) es un botánico, profesor iraní, que desarrolla actividades científicas en el "Instituto de Investigación de Bosques y Pastizales", de Teherán.

## Algunas publicaciones
- 1994. The genus Elymus L. (Poaceae) in Iran: biosystematic studies and generic delimitation. Ed. Lund University, Dept. of Systematic Botany. 13 pp.
- Hamdi, S.M.M., Assadi, M.; Maasoumi, A. A. 2008. Two new species of Linaria section Linaria (Scrophulariaceae-Antirrhineae) from Iran. Botanical Journal of the Linnean Society, 158: 734–742. doi: 10.1111/j.1095-8339.2008.00890.x
- ----------, ----------, Segarra-Moragues, J. G. 2010. Pollen morphology of Iranian species of Typha L. (Typhaceae) and its taxonomic significance. Feddes Repertorium, 121: 85–96. doi: 10.1002/fedr.200911130

### Libros
- M. Khatamsaz, Mostafa Assadi, et al. 1991. Violaceae. N.º 5 de Flora of Iran. Ed. Research Institute of Forests and Rangelands. 50 pp.
- ----------, ----------, et. al. 1991. Ulmaceae. N.º 4 de Flora of Iran. Ed. Research Institute of Forests and Rangelands. 25 pp.
- ----------, ----------, et. al. 1992. Rosaceae. N.º 6 de Flora of Iran. Ed. Research Institute of Forests and Rangelands. 352 pp.
- ----------, ----------, et. al. 1995. Gentianaceae and Menyanthaceae. N.º 16-17 de Flora of Iran. Ed. Research Institute of Forests and Rangelands. 36 pp.
- M. Janighorban, ----------, et. al. 2001. Urticaceae. N.º 36 de Flora of Iran. Ed. Research Institute of Forests and Rangelands. 32 pp. ISBN 9644730925
- F. Sharifnia, ----------, et. al. 2001. Linaceae. N.º 34 de Flora of Iran. Ed. Research Institute of Forests and Rangelands. 48 pp. ISBN 9644730909
- S. M. M. Hamdi, ----------, et. al. 2003. Typhaceae. N.º 42 de Flora of Iran. Ed. Research Institute of Forests and Rangelands. 32 pp. ISBN 9644731603

- La abreviatura «Assadi» se emplea para indicar a Mostafa Assadi como autoridad en la descripción y clasificación científica de los vegetales.[1]